# St. Marien (Laucha an der Unstrut)

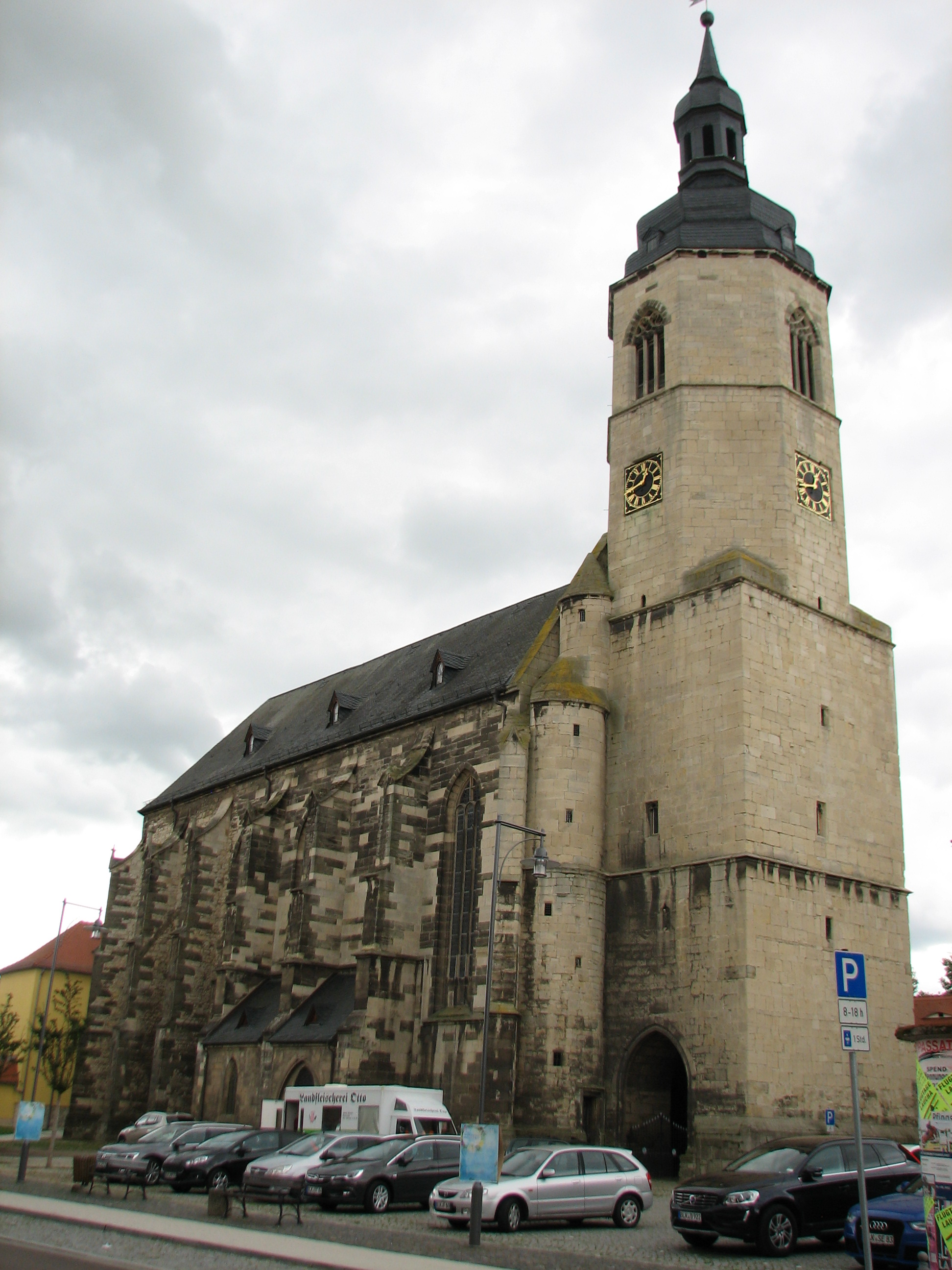
Marien-Kirche in Laucha an der Unstrut

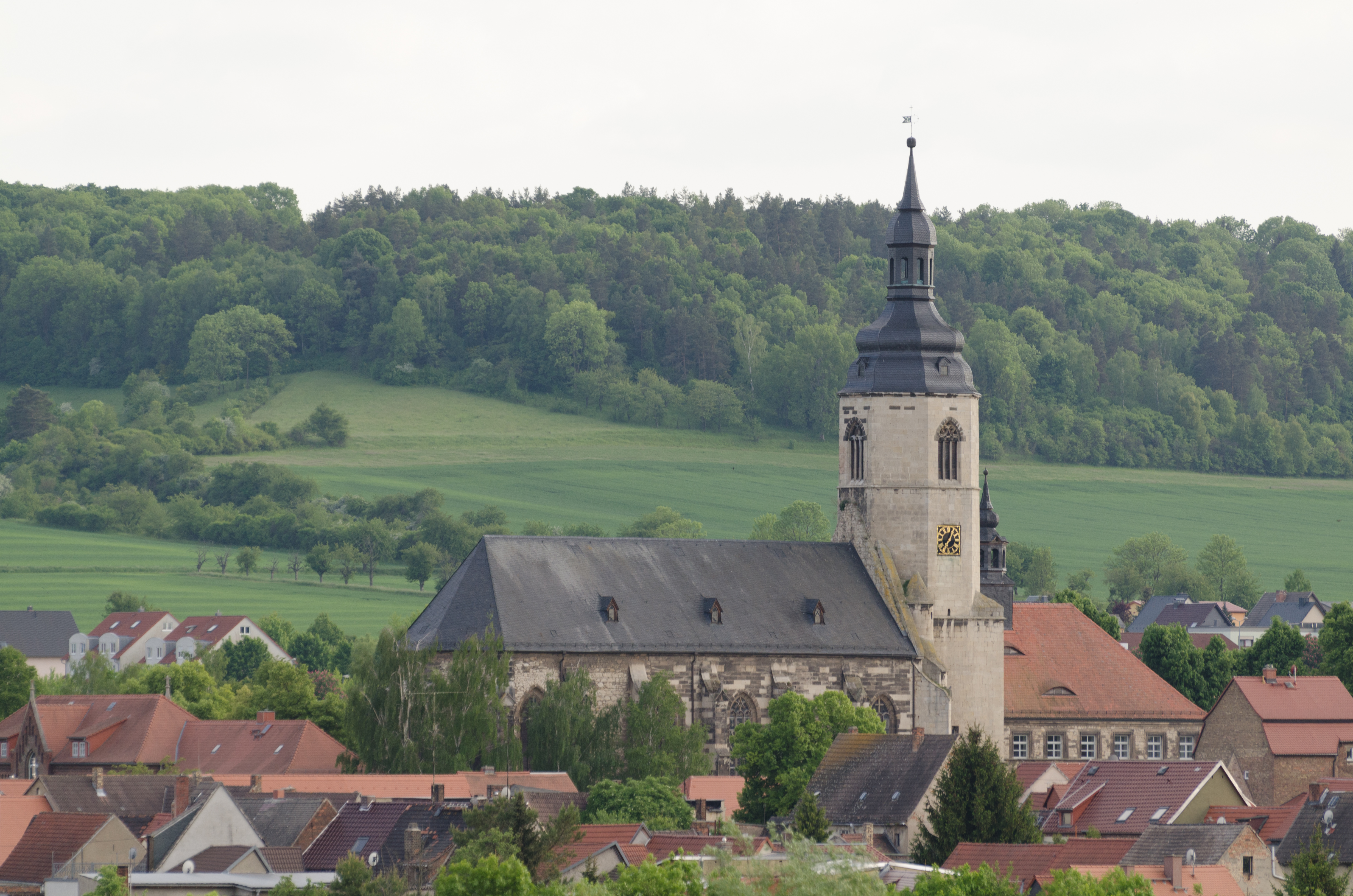
Die ortsbildprägende Stadtkirche

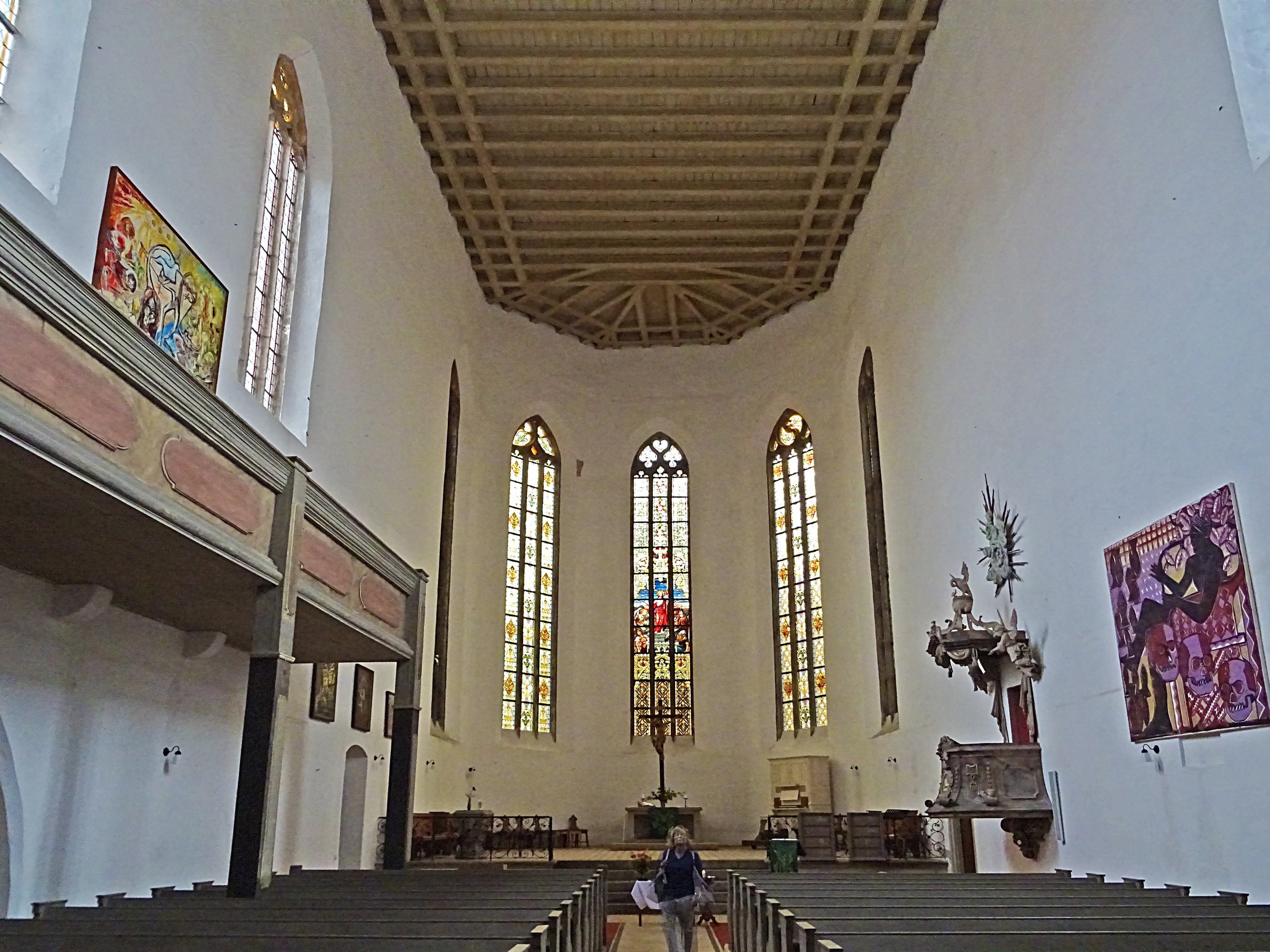
Blick zum Chor

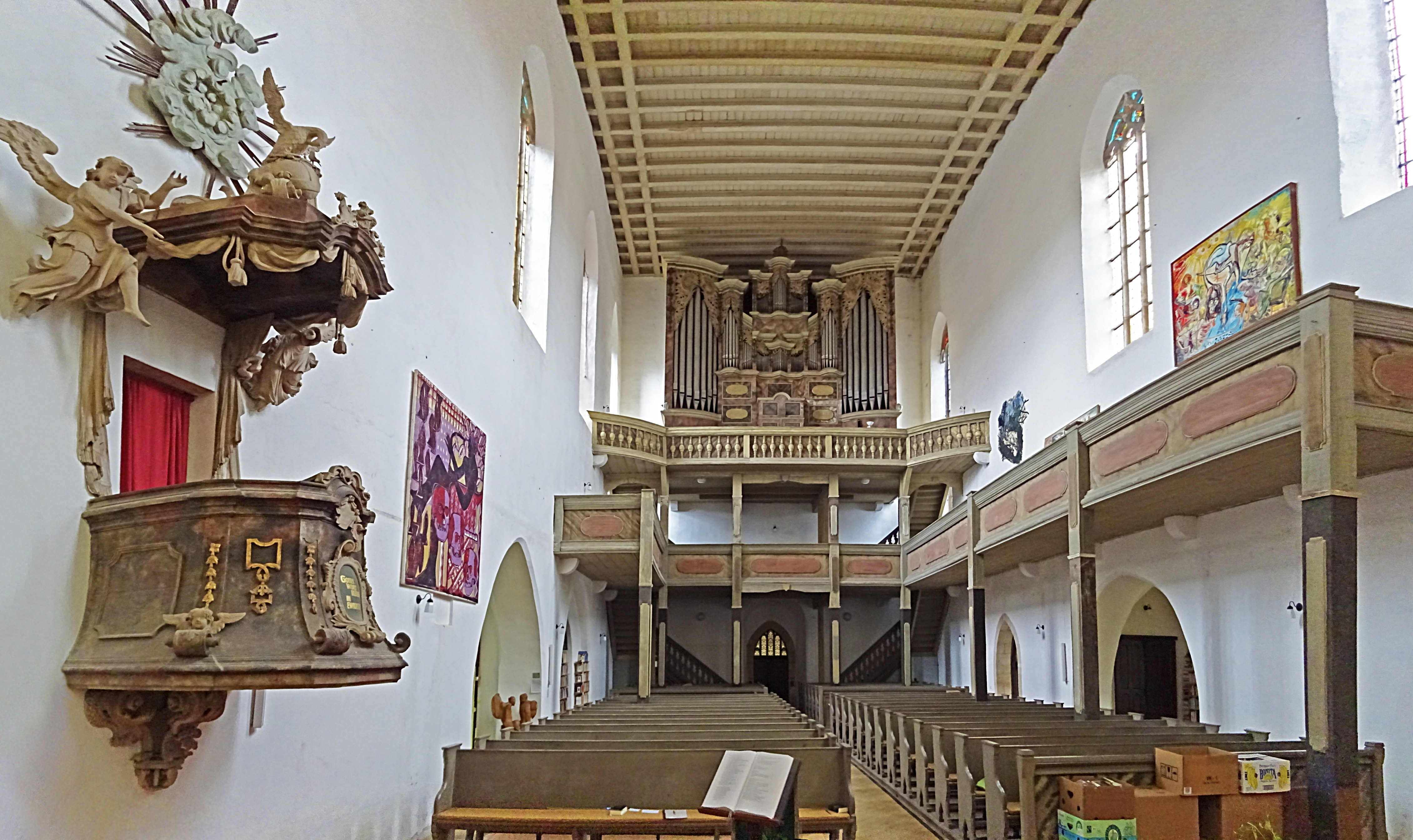
Blick durchs Kirchenschiff

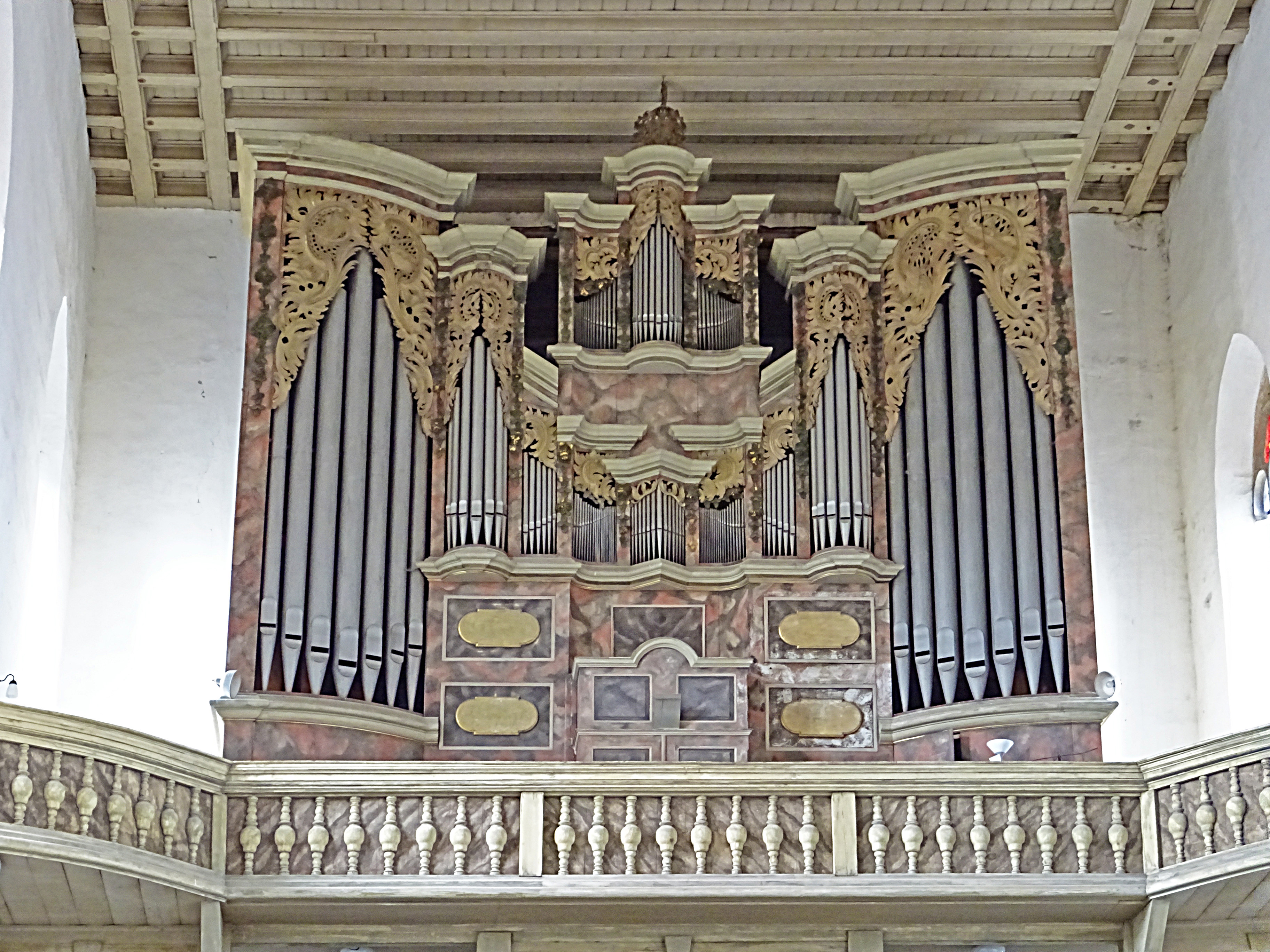
Eifert-Orgel

Die Marien-Kirche ist ein Sakralbau der Evangelischen Kirche in Mitteldeutschland in Laucha an der Unstrut im sachsen-anhaltischen Landkreis Burgenlandkreis. Die Stadtkirche steht direkt in der Ortsmitte am Thomaeplatz und ist mit dem 53 Meter hohen Turm und dem 18 Meter hohen Innenraum des Kirchenschiffs überragender Bestandteil der Ortssilhouette.

## Geschichte
Die Stadtkirche St. Marien entstand von 1476 bis 1496 als einschiffiges Bauwerk im spätgotischen Stil. Die Saalkirche steht am selben Ort wie ihr romanischer Vorgängerbau, eine Kapelle aus dem 12. Jahrhundert. Merkmale aus der Entstehungszeit sind die überkreuzten Stäbe des Portals sowie die Fischblasenmuster an den Fenstern.
Im Treppenturm an der Südseite sind Teile der romanischen Anlage eingemauert. Daher stammt auch das Steinbild des betenden Christus – auch Herrgott von Laucha genannt – im Inneren der Kirche aus dem 14. Jahrhundert, ebenso die als Portalfigur gearbeitete Maria. An der Außenfassade sind sogenannte Schachbrettsteine verbaut, die von der früheren romanischen Kirche stammen. Der Kirchturm wurde von 1498 bis 1514 erbaut. Der Innenausbau dauerte bis 1532.
Bevor Heinrich der Fromme 1539 in Laucha die Reformation einführte und die St.-Marien-Kirche evangelisch-lutherisch wurde, gehörte Laucha zum Archidiakonat Beata Maria Virgo zu Erfurt im Bistum Mainz, die St.-Marien-Kirche war dem Augustinerkloster Bibra inkorporiert.
Ende des 17. Jahrhunderts erhielt die St.-Marien-Kirche einen neuen, 56 Meter hohen Turm, der 1731 bei einem Stadtbrand zusammen mit dem Kirchendach zerstört wurde. Er wurde von 1757 bis 1759 neu errichtet, unter Weglassung der Türmerwohnung, und am oberen Turmteil entstand ein balkonartiger Vorbau. Dieser wurde bei Restaurierungsarbeiten Mitte des 19. Jahrhunderts eliminiert.
Infolge der Flucht und Vertreibung Deutscher aus Mittel- und Osteuropa nach dem Zweiten Weltkrieg ließen sich wieder Katholiken in größerer Zahl in Laucha nieder. Ihre Gottesdienste fanden bis in die 1980er Jahre in der St.-Marien-Kirche statt, wo für die Katholiken ein eigener Altar und ein Tabernakel aufgestellt wurden.
1974 wurde der Kirchturm erneut restauriert. 1992 wurde das Kirchendach neu gedeckt, ebenso der Kirchturm im Jahr 2006. Von 1896 bis 1898 erfolgten zahlreiche bauliche Veränderungen, die hölzerne Tonnendecke, und die heutigen Glasfenster wurden eingebaut. Diese schuf Glasermeister Franke aus Naumburg, das mittlere entstand in Quedlinburg.

## Ausstattung
Das Bild an der Seitenwand vor der Orgelempore stammt von Rocco Pagel und zeigt ein Herz mit Dornenkrone. Im Sommer 2005 schufen die Künstler Marc Haselbach und Georg Sadowitz einen Linolschnitt und zwei Steinskulpturen. Auch gibt es zwei Kunstwerke aus dem Jahr 1986 von Rudolf Wissel d’Arrest aus Weischütz: Die Elitären (1990) und Christus im Café (1986).

## Orgel
1505 wurde die erste Orgel eingebaut. Heinrich Compenius der Jüngere ersetzte sie im Jahr 1599. Das Instrument fiel 1731 dem Stadtbrand zum Opfer. Conrad Wilhelm Schäfer schuf 1741 ein neues Werk. 1888 baute Hoforgelbaumeister Adam Eifert aus Stadtilm in das barocke Gehäuse eine der ersten  Orgeln mit pneumatischer Traktur. Sieben Register sind nicht original von Eifert erhalten, sondern wurden 1963 ergänzt. Im Zuge dieses Umbaus erfolgte die Stilllegung des Oberwerks. Seit 2001 kümmert sich der „Förderverein Eifert-Orgel Laucha“ darum, dass die Orgel von 2005 bis 2007 restauriert wurde, zunächst auf den Zustand von 1963. Die Disposition der Orgel lautet wie folgt:
| I Hauptwerk C– |             |
| Principal      | 16′         |
| Principal      | 8′          |
| Gedackt        | 8′          |
| Gambe          | 8′          |
| Octave         | 4′          |
| Flöte          | 4′          |
| Quinte         | 2 ⁄3′       |
| Octave         | 2′          |
| Terz           | 4⁄5′/1 3⁄5′ |
| Sifflöte       | 1′          |
| Mixtur V       |             |
| Trompete       | 8′          |

| II Brustwerk C–           |       |
| Gedackt                   | 16′   |
| Geigenprincipal           | 8′    |
| Gedackt                   | 8′    |
| Rohrflöte                 | 8′    |
| Octave                    | 4′    |
| Flöte                     | 4′    |
| Schwiegel                 | 2′    |
| Quinte                    | 1 ⁄3′ |
| Octavzymbel II            |       |
| Septimen-Sesquialtera III |       |

| III Oberwerk C–  |    |
| Salicional       | 8′ |
| Flauto amabile   | 8′ |
| Lieblich Gedackt | 8′ |
| Flauto dolce     | 4′ |
| Engelstimme      | 4′ |

| Pedal C–d1       |     |
| Untersatz        | 32′ |
| Pricipalbass     | 16′ |
| Subbass          | 16′ |
| Octave           | 8′  |
| Gedackt          | 8′  |
| Choralbass       | 4′  |
| Aliquotbass IV   |     |
| Rauschpfeife III |     |
| Posaune          | 16′ |

- Koppeln: II/I, I/P

## Glocken
1516 erhielt der Kirchturm drei Glocken mit 70, 35 und 17 Zentner Gewicht, die beim Orts-Großbrand am 10. April 1731 schmolzen. 1732 wurden die mittlere und kleine Glocke von Glockengießer Georg Ulrich aus Hirschfeld in Hessen neu gegossen; 1744 goss er die große Glocke mit 70 Zentner Gewicht, die ein Blitz am 25. Mai 1879 zerstörte und 1880 von Gottfried Ulrich neu gegossen wurde. Diese wurde 1905 von Emil Ulrich wegen Missklang umgegossen.
Die mittlere und die kleine Glocke wurden im Ersten und im Zweiten Weltkrieg zwangsweise für die Rüstungsproduktion eingezogen und eingeschmolzen. So verblieben ab 1945 die Stundenglocke und die 1905 gegossene große Glocke.
Am 9. Oktober 2009 wurden zwei neue Bronze-Glocken aufgezogen. Seit dem 1. Advent 2009 besteht das Dreier-Geläut mit den Tönen H (3.385 kg, gegossen 1905), D +6 (1.590 kg) und Fis (885 kg). Gegossen wurden die beiden Glocken in der Kunst- und Glockengießerei Lauchhammer. Die kleine Glocke spendete der Heimatverein zum 600-jährigen Stadtrechtjubiläum Lauchas, die mittlere die Lauchaer Familie Heise und Freunde.

## Turmuhr
Die Uhr im Kirchturm ist seit 1810 Stadteigentum. 1949 wurde das Uhrwerk von 1905 durch Uhrmachermeister Fritz Riechardt aus Eckartsberga technisch gewartet. 2008 wurde sie von der Firma Christian Beck aus Kölleda umgebaut, seit 2009 hat sie einen elektrischen Aufzug.

## Kirchgemeinde
Die Pfarrstelle Laucha besteht aus drei Kirchspielen, Laucha und Kirchscheidungen mit insgesamt elf Orten. Hinzu kommt aktuell (2017) das Kirchspiel Gleina als Vakanz-Verwaltung.
Der Pfarrbereich Laucha gehört zur Region Saale-Unstrut-Finne (Abkürzung: surf) im Kirchenkreis Naumburg-Zeitz.